# Alois David Ambros Feldner

Alois David Ambros Feldner

Alois David Ambros Feldner (* 7. Dezember 1853 in Steinfeld; † 21. August 1921 in Graz) war ein österreichischer Jurist.

## Leben und Familie
Feldner entstammte dem gehobenen Bürgertum. Sein Vater Joseph Feldner war Bräuer und Realitätenbesitzer, besaß eine Brauerei mit Gastwirtschaft in Steinfeld und war dort zuletzt auch Bürgermeister. Seine Mutter Maria Laggner stammte aus Pusarnitz. Nach dem frühen Tod des Vaters schloss Feldner die Schulzeit am Benediktinergymnasium in Klagenfurt mit Matura ab und studierte Rechtswissenschaften in Innsbruck, wo er 1877 zum Doktor der Rechte promoviert wurde.
Feldner hatte am 2. September 1881 in erster Ehe Emilie Seeger aus einer Innsbrucker Arztfamilie geheiratet. Nach Emilies Tod 1899 ehelichte er am 1. August 1903 in zweiter Ehe die aus dem steirischen Eisenadel stammende Maria Josepha Susanna Edle von Bischoff.

## Berufliche Laufbahn
Nach seinem Studium trat Feldner 1877 beim Landesgericht in Graz ein und wurde im selben Jahr zum Gerichtsadjunkten beim Bezirksgericht Liezen ernannt, mit Zuteilung beim damaligen Kreisgericht Leoben.
Er diente als Leutnant in der Reserve des 7. Infanterieregimentes, machte 1878 den Okkupationsfeldzug in Bosnien und der Herzegowina mit und nahm u. a. an der Erstürmung von Sarajevo teil. Er erhielt dafür die Kriegsmedaille.
1886 wurde er zum Landesgerichtsrat in Graz versetzt. 1892 erfolgte die Beförderung zum Bezirksrichter am Bezirksgericht Fürstenfeld, danach 1896 zum Ratssekretär und 1897 zum Rat beim Landesgericht in Graz. 1904 folgte die Ernennung zum Rat des Oberlandesgerichtes Graz. Am 20. Dezember 1911 wurde Feldner zum Landesgerichts-Vizepräsidenten samt Leitung des Landesgerichtes in Graz als Strafgericht ernannt.
Feldner war in mehreren Jahrgängen Prüfungskommissär für die Richteramtsprüfung und Mitglied der judiziellen Staatsprüfungskommission. 1909 wurde er zum Mitglied der Landeskommission für agrarische Operationen in Steiermark ernannt.
Am 14. Februar 1909 wurde er in der Gründungsversammlung der Sektion Graz der Österreichischen Richtervereinigung zu deren Obmann gewählt.
1914 trat Feldner in den dauernden Ruhestand.

## Auszeichnungen
1898 erhielt Feldner das Ritterkreuz des Franz-Joseph-Ordens, 1904 die kaiserliche Genehmigung zur Annahme des Ritterkreuzes des königlich schwedischen Nordsternordens und 1913 verlieh ihm der Kaiser das Ritterkreuz des Leopold-Ordens.
1909 wurde Feldner mit der Hofratswürde eines Titular-Hofrates ausgezeichnet. 1911 wurde er anlässlich seiner Beförderung zum Landesgerichts-Vizepräsidenten samt Leitung des Landesgerichtes in Graz als Strafgericht zum Hofrat ernannt. Im Zuge seiner Versetzung in den dauernden Ruhestand wurde ihm mit Allerhöchster Entschließung des Kaisers vom 25. März 1914 die neuerliche Allerhöchste Anerkennung für seine vieljährige und stets ausgezeichnete Dienstleistung bekannt gegeben.

## Schriften (Auswahl)
- Über den Entwurf eines Gesetzes betreffend die strafrechtliche Behandlung Jugendlicher, in Allgemeine Österreichische Gerichtszeitung Nr. 28–29, Jg. 1908.[26]
- Die anonyme Verleumdung (Beleidigung) und die bezüglichen Strafnormen des Vorentwurfes, in Allgemeine Österreichische Gerichtszeitung Nr. 3, Jg. 1910.[27]